# El Bercial (metropolitana di Madrid)
El Bercial è una stazione della linea 12 della metropolitana di Madrid, nel comune di Getafe.

## Storia
La stazione della metropolitana fu inaugurata il 11 aprile 2003.

## Interscambi
- 3
- 446